# Maria Teresa Carbonell i Cornejo
Maria Teresa Carbonell i Cornejo   (Barcelona, 21 d'agost de 1926) és una activista marxista catalana.
El seu pare, Joaquim Carbonell i Baqué (+ París 1968), va fer una escola per obrers analfabets a la fàbrica Sangra, on la seva mare, Luisa Cornejo Latorre, feia de mestra. Ambdós eren militants del POUM i del Bloc Obrer i Camperol. Van tenir tres fills Joaquim, Carles i Maria Teresa va estudiar a l'Institut Montserrat del mètode Montessori, on el seu pare li va prohibir assistir a les classes de religió.
Va viure al Poblenou i després a Sants. El 1938 Wilebaldo Solano, perseguit per la repressió estalinista, es va refugiar a casa seva durant vuit mesos, fins que el van detenir i empresonar. En aquest moment ella només tenia 11 anys i ell 21 anys, però van estar units tota la vida fins que ell va morir, el 17 de setembre del 2010. Solano es va acabar exiliant, des d'on va escriure moltes cartes a la família de Carbonell, fins que el 19 de juliol de 1944 fou alliberat. Maria Teresa Carbonell va estudiar Filosofia i Lletres a Barcelona i després va guanyar una beca que li va permetre anar a estudiar Literatura francesa a La Sorbona. Per això després va treballar de traductora per l'agència France Presse. Es van casar el 1952 i dos anys després tenien un fill i una filla en una casa per on van passar polítics destacats de l'esquerra europea, entre els quals Felipe González o Alfonso Guerra.
Per mantenir el llegat del POUM el 1988 es va crear la Fundació Andreu Nin, que presideix i des d'on coordina activitats dins i fora d'Espanya.